# Lista de jogos eletrônicos banidos
Essa é uma lista com jogos eletrônicos que foram banidos. Alguns jogos foram relançados ou modificados para serem lançados nos territórios. 
| Nome                          | País e seu motivo |
| ----------------------------- | --- |
| Commandos: Behind Enemy Lines | Alemanha (Banido por conter referências nazistas) Coreia do Norte (Todos os jogos que existem fora do país são banidos) |
| Dead Island                   | Alemanha (Banido por impacto de alta violência) Coreia do Norte (Todos os jogos que existem fora do país são banidos) |
| Deltarune                     | Coreia do Norte (Todos os jogos que existem fora do país são banidos) |
| Football Manager              | China (Banido por reconhecer Tibete como país independente) Coreia do Norte (Todos os jogos que existem fora do país são banidos) |
| KZ Manager                    | Alemanha (Banido por conter referências nazistas) Coreia do Norte (Todos os jogos que existem fora do país são banidos) |
| Manhunt 2                     | Austrália Coreia do Norte (Todos os jogos que existem fora do país são banidos) Coreia do Sul Irlanda Nova Zelândia |
| Mortyr                        | Alemanha (Banido por conter referências nazistas) Coreia do Norte (Todos os jogos que existem fora do país são banidos) |
| Roblox                        | Catar (Banido por causa de perigos de segurança) China (Banido por conter propaganda "anti-communista") Coreia do Norte (Todos os jogos que existem fora do país são banidos) Emirados Árabes Unidos (Banido por causa de perigos de segurança) Turquia (Banido por causa de perigos de segurança) |
| Wolfenstein 3D                | Alemanha (Banido por conter referências nazistas) Coreia do Norte (Todos os jogos que existem fora do país são banidos) |

## Alemanha
- Soldier of Fortune: Payback (Banido por impacto de alta violência)
- Condemned: Criminal Origins (Banido por impacto de alta violência)
- Hatred (Banido por impacto de alta violência)
- Manhunt (Banido por impacto de alta violência)
- Mortal Kombat (Banido por impacto de alta violência)
- Mortal Kombat II (Banido por impacto de alta violência)
- Mortal Kombat 3 (Banido por impacto de alta violência)
- The House of the Dead: Overkill
- MadWorld
- Harvester
- God of War (Banido por conter referências nazistas)

## Austrália
- 50 Cent: Bulletproof
- Blitz: The League
- BMX XXX
- Dark Sector
- Dreamweb
- Duke Nukem 3D
- The Getaway
- Leisure Suit Larry: Magna Cum Laude
- Marc Eckō's Getting Up: Contents Under Pressure
- Hatred
- Manhunt
- No More Heroes
- NARC
- Postal
- Postal 2
- ProjectX: Love Position (Banido por acusação de pornografia infantil)
- Phantasmagoria
- Silent Hill: Homecoming
- Singles: Flirt Up Your Life
- Soldier of Fortune: Payback
- F.E.A.R. 2: Project Origin teve seu banimento revogado.
- Phantasmagoria: A Puzzle of Flesh teve seu banimento revogado.
- Tender Loving Care teve seu banimento revogado.
- The Punisher teve seu banimento revogado.
- Fallout 3 teve seu banimento revogado.
- Grand Theft Auto III teve seu banimento revogado.
- Grand Theft Auto: San Andreas teve seu banimento revogado.
- Grand Theft Auto: Vice City teve seu banimento revogado.
- Grand Theft Auto IV teve seu banimento revogado.
- Mortal Kombat (2011) teve seu banimento revogado.
- Shellshock: Nam '67 teve seu banimento revogado.
- The House of the Dead: Overkill teve seu banimento revogado.
- Aliens vs. Predator teve seu banimento revogado.
- Sexy Poker teve seu banimento revogado.

## Brasil
- Bully Scholarship Edition teve seu banimento revogado.[3]
- Carmageddon (Banido por impacto de muita violência)[3]
- Counter-Strike teve seu banimento revogado.[3]
- Doom (Banido por impacto de muita violência)[3]
- Duke Nukem 3D teve seu banimento revogado.
- EverQuest (Banido por moralidade corrompedora de menores)[3]
- Grand Theft Auto:Episodes From Liberty City.(Banido por direitos autorais de uma música)[3]
- Mortal Kombat (Banido por impacto de muita violência)
- Postal teve seu banimento revogado[3]

## China
- Command & Conquer Generals
- Hearts of Iron (Banido por reconhecer o Tibete e outras regiões da atual China como Estados independentes à II Guerra Mundial)
- I.G.I.-2: Covert Strike
- Fortnite

## Coreia do Norte
- Todos os jogos eletrônicos fora do país

## Coreia do Sul
- Grand Theft Auto III
- Grand Theft Auto: Vice City
- Manhunt
- Mercenaries: Playground of Destruction

## Canadá
- Assassin's Creed II (Banimento foi revogado)
- Batman: Arkham Origins (Banido por referências á jogos de azar)
- Blood
- Bully: Scholarship Editon (Banimento foi revogado)
- Cyberpunk 2077 (Banido por Diretos Autorais)
- Manhunt
- Mass Effect
- Sleeping Dogs (Banimento foi revogado)

## Estados Unidos
- The Guy Game (Banido por acusação de pornografia infantil)

## Finlândia
- Happy Tree Friends: False Alarm (Banido Por Muita Violência)

## Japão
- Grand Theft Auto III - Apenas na prefeitura (província) de Kanagawa.

## México
- Tom Clancy's Ghost Recon Advanced Warfighter 2

## Nova Zelândia
- Manhunt
- Postal 2
- Reservoir Dogs

## Singapura
- Mass Effect (Banido por causa do encontro lésbico entre uma humana e uma extraterrestre, o banimento foi depois revogado)
- The Darkness (Banido por violência excessiva)